# Explorers
Explorers (titulada Exploradores en España y Los exploradores en Hispanoamérica) es una película de ciencia ficción del año 1985. Dirigida por Joe Dante y protagonizada por Ethan Hawke, River Phoenix y Jason Presson. Los efectos especiales de la película fueron producidas por Industrial Light & Magic, con efectos de maquillaje de Rob Bottin.

## Argumento
Ben Crandall, un niño que ama las películas de ciencia ficción, tiene unos sueños muy vívido de volar en un lugar semejante al espacio, y comparte sus visiones a través de dibujos con su mejor amigo Wolfgang Müller, un joven genio, que es capaz de traducir sus sueños en una placa de circuito compleja que realmente funciona. 
Después de numerosos experimentos, descubren que la placa de circuito crea una esfera de electricidad generada. Mediante el uso de una computadora para dirigirla, pueden hacer que se mueva por cualquier lugar en tres dimensiones, incluso puede traspasar paredes sólidas. Con la ayuda de su nuevo amigo Darren, crean una nave espacial hecha en casa con elementos de un basurero, nombran a la nave "El Thunder Road" (El Trotacaminos) y se embarcan en una aventura a otra galaxia donde se encuentran con que las cosas no son siempre como que parecen.

## Reparto
| Actor           | Personaje                                 |
| --------------- | ----------------------------------------- |
| Ethan Hawke     | Benjamín "Ben" Crandall                   |
| River Phoenix   | Wolfgang Müller                           |
| Jason Presson   | Darren Woods                              |
| Dick Miller     | Charlie Drake                             |
| Bobby Fite      | Steve Jackson                             |
| Bradley Gregg   | uno de los chicos que molesta a Wolfgang. |
| Amanda Peterson | Lori Swenson                              |
| James Cromwell  | Sr. Müller                                |

## Producción
Al principio la dirección de la película fue ofrecida por Paramount a Wolfgang Petersen tras el éxito que éste había cosechado con La historia interminable (1984). Sin embargo la negativa de éste a rodar en otro sitio que no fuera su Alemania natal terminó a que se contratase a un cineasta norteamericano, Joe Dante, que había acababado de finalizar su mítica Gremlins.
Para interpretar el trío protagonista de la producción cinematográfica Dante se decantó por 3 caras nuevas prácticamente desconocidas en ese momento, que además tenían apenas experiencia delante de las cámaras. De esa forma, la película significó el debut en el cine de Ethan Hawke y River Phoenix, quien hasta entonces sólo había trabajado en televisión.
Debido a una agenda muy apretada, la película nunca fue debidamente terminada. Dante reveló que el estudio le exigió que dejará la edición, para estrenarla en el mes julio.

## Recepción
La película recaudó en los cines menos de $10 millones, siendo considerada un fracaso a nivel comercial. Cuando Los Angeles Times, comparó la película con otros fracasos de ese verano, un ejecutivo de Paramount respondió firmemente: "Es una maravillosa pieza de material. Pero para el momento en que salió, se sintió como si ya la habías visto".
Sin embargo, con el paso del tiempo atrajo a un culto de seguidores, entre los fanes de las obras de Dante, así como aficionados a la ciencia ficción. Dante comentó que él está agradecido por la cálida acogida que la película se ha ganado en los últimos años, pero continuó diciendo: "El problema para mí es que, no es la película que quería hacer. Es la película que he llegado a hacer hasta un cierto punto y luego tuve que parar. Es difícil para mí mirarla, porque no es la película que tenía en mente".